# Principe de priorité
La priorité est un principe fondamental de la nomenclature botanique et de la nomenclature zoologique moderne. Il s'agit essentiellement du principe de reconnaissance de la première application valide d'un nom à une plante ou à un animal. Il y a deux aspects à cela :
1. Le premier nom scientifique formel donné à un taxon végétal ou animal est le nom à utiliser, appelé nom valable en zoologie et nom correct en botanique (principe de synonymie).
2. Une fois qu'un nom a été utilisé, aucune publication ultérieure de ce nom pour un autre taxon ne sera valable (zoologie) ou valablement publiée (botanique), faisant ainsi le principe d'homonymie.

Il existe des dispositions formelles permettant de faire des exceptions au principe de priorité dans chacun des codes. Si un nom antérieur archaïque ou obscur est découvert pour un taxon établi, le nom actuel peut être déclaré nomen conservandum (botanique) ou nom conservé (zoologie), et ainsi conservé contre le nom antérieur. La conservation peut être entièrement évitée en zoologie car ces noms peuvent tomber dans la catégorie formelle des nomen oblitum. De même, s'il s'avère que le nom actuel d'un taxon a un homonyme antérieur archaïque ou obscur, le nom actuel peut être déclaré nomen protectum en zoologie ou l'ancien nom supprimé nomen rejiciendum en botanique.

## Histoire
Le principe de priorité n'a pas toujours été en place. Lorsque Carl Linnaeus a jeté les bases de la nomenclature moderne, il n'a offert aucune reconnaissance des noms antérieurs. Les botanistes qui l'ont suivi étaient tout aussi disposés à renverser les noms de Linnaeus. Le premier signe de reconnaissance de la priorité est venu en 1813, lorsque A. P. de Candolle a énoncé quelques principes de bonne pratique nomenclaturale. Il était favorable au maintien des noms antérieurs, mais laissait une large marge de manœuvre pour annuler les mauvais noms antérieurs.